# Wałcz
Wałcz (německy Deutsch Krone, kašubsky Wôłcz) je okresní město v Polsku v Západopomořanském vojvodství ve stejnojmenném okrese. Leží na řece Piławce, 105 km jižně od Košalína, 105 km západně od Bydhoště, 130 km východně od Štětína. V roce 2024 zde žilo 23 422 obyvatel.